# Progressionsvorbehalt
Progressionsvorbehalt ist ein Begriff aus dem Steuerrecht. Er bezeichnet den Vorgang, dass gewisse steuerfreie Einkünfte den Steuersatz erhöhen können, oder aber bestimmte negative Einkünfte, wie ausländische Verluste, den inländischen Steuersatz senken können (sog. Negativer Progressionsvorbehalt).
Es gibt den Progressionsvorbehalt im Einkommensteuerrecht von Deutschland, Österreich, der Schweiz und weiteren Staaten.

## Zweck
Der Progressionsvorbehalt rechtfertigt sich aus dem Prinzip der leistungsgerechten Besteuerung. Auch steuerfreie Einkünfte erhöhen die steuerliche Leistungsfähigkeit. Diese rechtfertigt nach aktueller Gesetzgebung und Rechtsprechung einen höheren Steuersatz.
Der wohl häufigste Fall steuerfreier Einkünfte, die dem Progressionsvorbehalt unterliegen, ist der Bezug von Arbeitslosengeld I.

## Berechnung
Im ersten Schritt werden für das Einkommen einschließlich der steuerfreien Einkünfte die Einkommensteuer und der durchschnittliche Steuersatz ermittelt. Im zweiten Schritt wird der so ermittelte Steuersatz auf das Einkommen ohne die steuerfreien Einkünfte angewendet.

## Deutschland
| zu versteuerndes Einkommen (E) | steuerfreie Einkünfte (e) | zusätzliche Steuer | in Prozent von e |
| ------------------------------ | ------------------------- | ------------------ | ---------------- |
| 000000 EUR bis 003475 EUR      | 04997 EUR                 | 0000 EUR           | 0 %              |
|                                | 04997 EUR                 | steigend           |                  |
| 008472 EUR                     | 04997 EUR                 | 0596 EUR           | fast 12 %        |
| 013469 EUR                     | 04997 EUR                 | 0658 EUR           | fast 14 %        |
|                                | 04997 EUR                 | fallend            |                  |
| 022593 EUR bis 024553 EUR      | 04997 EUR                 | 595 EUR            | fast 12 %        |
|                                | 04997 EUR                 | steigend           |                  |
| 047884 EUR                     | 04997 EUR                 | 0722 EUR           | fast 15 %        |
| 052881 EUR                     | 04997 EUR                 | 0713 EUR           | fast 15 %        |
|                                | 04997 EUR                 | fallend            |                  |
| 245733 EUR                     | 04997 EUR                 | 0164 EUR           | fast 04 %        |
| 250730 EUR                     | 04997 EUR                 | 0307 EUR           | fast 07 %        |
|                                | 04997 EUR                 | fallend            |                  |
| 999978 EUR bis 999999 EUR      | 04997 EUR                 | 0078 EUR           | fast 02 %        |
| 013469 EUR                     | 39412 EUR                 | 2615 EUR           | fast 07 %        |
| 052881 EUR                     | 39412 EUR                 | 3584 EUR           | fast 10 %        |
|                                | 39412 EUR                 | fallend            |                  |
| 206321 EUR                     | 39412 EUR                 | 1346 EUR           | fast 06 %        |
| 245733 EUR                     | 39412 EUR                 | 2215 EUR           | fast 06 %        |
|                                | 39412 EUR                 | fallend            |                  |
| 998000 EUR bis 999999 EUR      | 39412 EUR                 | 0608 EUR           | fast 02 %        |

### Steuerfreie Einkünfte mit Progressionsvorbehalt
Nach deutschem Einkommensteuerrecht unterliegen dem Progressionsvorbehalt u. a. folgende steuerfreien Einkünfte/Einnahmen:
- Arbeitslosengeld (ALG I), nicht jedoch Arbeitslosengeld II bzw. Bürgergeld

- Kurzarbeitergeld

- Insolvenzgeld

- Übergangsgeld

- Altersübergangsgeld (Leistungen nach dem Altersteilzeitgesetz)

- Elterngeld

- Krankengeld der gesetzlichen Krankenversicherung

- Mutterschaftsgeld

- Verletztengeld, nicht jedoch Verletztenrente

- Einkünfte, die nach einem Abkommen zur Vermeidung der Doppelbesteuerung oder einem sonstigen zwischenstaatlichen Übereinkommen steuerfrei sind, für die jedoch in diesem Abkommen der Progressionsvorbehalt in Deutschland vorgesehen ist. Dies gilt ab 2008 innerhalb der EU/EWR nur noch eingeschränkt: hier werden sowohl positive als auch negative Progressionsvorbehalte teilweise nicht mehr angesetzt, wenn sie sich aus Einkünften aus Land- und Forstwirtschaft, Gewerbebetrieb, Vermietung und Verpachtung oder der Schiffsüberlassung ergeben.[2]

### Konkrete Berechnung
Liegen neben dem zu versteuernden Einkommen {\displaystyle (E)} zusätzlich noch dem Progressionsvorbehalt unterliegende Einkünfte ({\displaystyle e}) vor, so wird zunächst eine fiktive tarifliche Einkommensteuer für ein Einkommen von {\displaystyle e+E} ermittelt. Hieraus ergibt sich der "besondere Steuersatz"
{\displaystyle {\bar {s}}={\frac {S(e+E)}{e+E}}}
Das ist der Durchschnittssteuersatz bei einem zu versteuernden Einkommen von {\displaystyle e+E}. Mit diesem {\displaystyle {\bar {s}}} wird nun die Steuer für das ursprünglich zu versteuernde Einkommen {\displaystyle (E)} berechnet als
{\displaystyle {\bar {S}}(E,e)=E\cdot {\bar {s}}}.
Bei der Hinzurechnung (von e) wird der Arbeitnehmerpauschbetrag berücksichtigt (von e abgezogen), soweit er nicht bereits bei der Ermittlung der Einkünfte aus nichtselbständiger Arbeit (als Teil von E) abgezogen wurde.
Die fiktive und tatsächliche Einkommensteuer {\displaystyle S(e+E)} und {\displaystyle {\bar {S}}(E,e)} wird jeweils auf ganze Euro abgerundet und der Steuersatz ({\displaystyle {\bar {s}}}) auf  vier Stellen nach dem Komma (wenn als Prozentwert angegeben) abgerundet.

### Beispiel einer Berechnung
|                                                          | Steuer ohne steuerfreie Einkünfte | Steuer mit steuerfreien Einkünften | Steuer mit Progressions- vorbehalt |
| -------------------------------------------------------- | --------------------------------- | ---------------------------------- | ---------------------------------- |
| Zu versteuerndes Einkommen (zvE1 = E)                    | 50.000 €                          | 50.000 €                           | 50.000 €                           |
| Einkünfte, die dem Progressionsvorbehalt unterliegen (e) | 0 €                               | 6.000 €                            | 0 €                                |
| Maßgebliches zu versteuerndes Einkommen (zvE2 = E + e)   | 50.000 €                          | 56.000 €                           | 50.000 €                           |
| Abgerundet auf volle Euro                                | 50.000 €                          | 56.000 €                           | 50.000 €                           |
| Darauf entfallende Steuer nach Grundtabelle              | 12.432 €                          | 14.898 €                           |                                    |
| Durchschnittlicher Steuersatz in Prozent                 | 24,864 %                          | 26,60357 %                         |                                    |
| Abgeschnitten nach der vierten Stelle nach dem Komma     |                                   | 26,6035 %                          |                                    |
| Anzuwendender Steuersatz in Prozent                      |                                   | 26,6035 %                          | 26,6035 %                          |
| Steuer = anzuwendender Steuersatz x zvE1                 | 12.432 €                          |                                    | 13.302 €                           |
| Steuermehrbelastung:                                     |                                   |                                    | 870 €                              |

Fazit: Die 6000 € steuerfreies Einkommen führen zu einer um 870 € höheren Einkommensteuer.

### Mathematische Besonderheiten
Die Formel für die Abrundung lautet:
{\displaystyle {\bar {S}}(E,e)={\text{Abrunden}}(E*{\text{Abrunden}}({\text{Abrunden}}(S(e+E);0)/(e+E);6)-{\text{Abrunden}}(S(E);0);0)}
Aufgrund dieser Rundungen weicht {\displaystyle {\bar {S}}(E,0)} von {\displaystyle {\text{Abrunden}}(S(E);0)} um bis zu einem Euro ab. Dadurch kann es bei kleinem {\displaystyle e} zu einer geringfügigen Senkung der Steuerlast kommen.
Die mehr zu bezahlende Steuer durch die Steuerprogression ist:
{\displaystyle {\bar {S}}(E,e)-S(E)=E\cdot {\bar {s}}-S(E)}
Seit 2002 wird in Deutschland die folgende Steuerfunktion verwendet
{\displaystyle S(E)=a\cdot (E-d)^{2}+b\cdot (E-d)+c}
Unter Verwendung dieser ergibt sich:
{\displaystyle {\bar {S}}(E,e)-S(E)=e\cdot [Ea+((b-ad)d-c)/(e+E)]}
Die sich ergebende Erhöhung der Steuer kann man nun ins Verhältnis setzen zu den steuerfreien Einkünften (e).
Hierdurch erhält man dann einen Durchschnittssteuersatz wie folgt:
{\displaystyle ({\bar {S}}(E,e)-S(E))/e=Ea+((b-ad)d-c)/(e+E)}
Der tatsächliche Grenzsteuersatz für zusätzliches steuerfreies Einkommen {\displaystyle (e)} ergibt sich demnach zu
{\displaystyle \lim _{e\mapsto 0}({\bar {S}}(E,e)-S(E))/e=\lim _{e\mapsto 0}Ea+((b-ad)d-c)/(e+E)=Ea+((b-ad)d-c)/E}
Für die Zonen der Steuerfunktion, in denen {\displaystyle a=0} ist, ist der Grenzsteuersatz fallend in {\displaystyle E}: je größer das zu versteuernde Einkommen {\displaystyle (E)} ist, desto weniger Steuer ist auf jeden weiteren Euro steuerfreien Einkommens mit Progressionsvorbehalt {\displaystyle (e)} zu bezahlen. In den Zonen, in denen {\displaystyle a\neq 0} ist, ergeben sich gegenläufige Effekte, wodurch der Grenzsteuersatz genau ein lokales und zugleich globales Extremum für diese Parameter hat. Je nach Parametern liegen diese innerhalb/außerhalb der Zone. Die Details bei den aktuellen Parametern sind in der folgenden Tabelle dargestellt.
Die Vereinfachung lässt sich nicht anwenden, wenn die Berechnung der Steuer von e und der von e+E in verschiedenen Zonen der Steuerfunktion stattfindet.
| Bereich zvE (Eckwerte) | Bereich zvE (Eckwerte) | Gesetzliche Festlegung             | Gesetzliche Festlegung | Gesetzliche Festlegung | Gesetzliche Festlegung | Grenzsteuersatz auf steuerfreies Einkommen | Grenzsteuersatz auf steuerfreies Einkommen | Grenzsteuersatz auf steuerfreies Einkommen                                | Grenzsteuersatz auf steuerfreies Einkommen |
| von [€]                | bis [€]                | a [1/€]                            | b                      | c [€]                  | d [€]                  | (b-ad)d - c [€]                            | Zonenbeginn                                | Verlauf                                                                   | Zonenende                                  |
| ---------------------- | ---------------------- | ---------------------------------- | ---------------------- | ---------------------- | ---------------------- | ------------------------------------------ | ------------------------------------------ | ------------------------------------------------------------------------- | ------------------------------------------ |
| 0                      | 8652                   | 0                                  | 0                      | 0                      | 0                      | 0                                          | 0                                          | 0                                                                         | 0                                          |
| 8653                   | 13669                  | 993,62 {\displaystyle \cdot } 10−8 | 0,140                  | 0                      | 08652                  | 15427/33                                   | 14 %                                       | ansteigend bis auf                                                        | 17,0018 %                                  |
| 13670                  | 53665                  | 225,4 {\displaystyle \cdot } 10−8  | 0,2397                 | 952,48                 | 13669                  | 2323,9793                                  | 17,0018 %                                  | fallend bis zum Minimum von 13 % bei 29055 Euro wieder ansteigend bis auf | 15,6418 %                                  |
| 53666                  | 254446                 | 0                                  | 0,420                  | −8394,14               | 0                      | 8394,14                                    | 15,6418 %                                  | fallend bis auf                                                           | 3,2989 %                                   |
| 254447                 | ∞                      | 0                                  | 0,450                  | −16027,52              | 0                      | 16027,52                                   | 6,2989 %                                   | fallend bis auf                                                           | fast 0 %                                   |

1. ↑  Dies kann interpretiert werden als {\displaystyle S'(E)-{\frac {S(E)}{E}}}, also als Differenz zwischen Grenzsteuersatz und Durchschnittssteuersatz bei zu versteuerndem Einkommen E.

## Österreich
Österreich kennt den Progressionsvorbehalt grundsätzlich in zwei Ausprägungen:
1. Sieht das jeweilige Doppelbesteuerungsabkommen es vor, werden die ausländischen Einkünfte (umgerechnet auf österreichisches Steuerrecht) zunächst gedanklich mitversteuert und ein rechnerischer Durchschnittssatz ermittelt. Mit diesem Durchschnittssatz wird dann das in Österreich steuerbare Einkommen versteuert.
2. Bei gewissen Inlandssachverhalten, der wichtigste sind Zeiten der Arbeitslosigkeit, werden die Einkünfte der übrigen Zeit (in der keine steuerfreien Einkommensteile bezogen wurden) auf 365 Tage hochgerechnet und die Steuer von diesem fiktiven Einkommen berechnet. Auch hier wird ein Durchschnittssatz ermittelt (fiktive Steuer geteilt durch fiktives Einkommen), mit dem dann das steuerpflichtige Einkommen multipliziert wird. Gleichzeitig wird eine Kontrollrechnung vorgenommen, welche Steuer sich ergäbe, wenn die steuerfreien Einkommensteile steuerpflichtig wären. Das für den Steuerpflichtigen günstigere Ergebnis kommt zur Anwendung. Dies wird vor allem dann anwendbar sein, wenn die Lohnersatzleistungen in Relation zu den steuerpflichtigen Einkommensteilen sehr gering sind.